# Agryz
Agryz (en russe : Агрыз ; en tatar : Әгерҗе, Ägerce) est une ville de la république du Tatarstan, en Russie, et le centre administratif du raïon Agryzski. Sa population s'élevait à 19 794 habitants en 2019.

## Géographie
Agryz est arrosée par la rivière Ij, dans le bassin de la Volga. Elle se trouve à 37 km au sud-ouest d'Ijevsk, à 98 km au nord-est de Naberejnye Tchelny, à 254 km au nord-est de Kazan et à 956 km à l'est de Moscou. Par la route, Agryz est à 136 km de Naberejnye Tchelny et 390 km de Kazan.
Elle a la particularité d'être la seule ville du Tatarstan n'ayant aucune frontière terrestre avec le reste du Tatarstan.

## Histoire
Agryz a été fondée autour de la gare ferroviaire du même nom, construite en 1915 sur la voie ferrée Kazan – Iekaterinbourg. Elle accéda au statut de commune urbaine en 1928 puis à celui de ville en 1938.

## Population
Recensements (*) ou estimations de la population
| 1859  | 1890  | 1926* | 1939*  | 1959*  | 1970*  | 1979*  | 1989*  |
| ----- | ----- | ----- | ------ | ------ | ------ | ------ | ------ |
| 2 340 | 2 758 | 7 341 | 15 409 | 20 270 | 19 267 | 20 137 | 19 732 |

| 2002*  | 2010*  | 2014   | 2015   | 2016   | 2017   | 2018   | 2019   |
| ------ | ------ | ------ | ------ | ------ | ------ | ------ | ------ |
| 18 620 | 19 300 | 19 778 | 19 738 | 19 739 | 19 704 | 19 774 | 19 794 |